# Uraspis uraspis
Uraspis uraspis är en fiskart som först beskrevs av Günther, 1860.  Uraspis uraspis ingår i släktet Uraspis och familjen taggmakrillfiskar. Inga underarter finns listade i Catalogue of Life.